# Relevos Mundiales 2024
La VI edición de Relevos Mundiales se celebró en Nasáu (Bahamas) entre el 4 y el 5 de mayo de 2024 bajo la organización de World Athletics y la Federación Bahameña de Atletismo.
Las competiciones se realizaron en el Estadio Thomas Robinson de la capital bahameña.

## Medallistas

### Masculino
| Evento            | Oro                                                                            | Plata                                                                          | Bronce                                                                                   |
| ----------------- | ------------------------------------------------------------------------------ | ------------------------------------------------------------------------------ | ---------------------------------------------------------------------------------------- |
| 4 × 100 m (05.05) | Estados Unidos Courtney Lindsey Kenneth Bednarek Kyree King Noah Lyles 37,40   | Canadá · Aaron Brown · Jerome Blake · Brendon Rodney · Andre De Grasse · 37,89 | Francia Méba-Mickaël Zeze Jeff Erius Pablo Matéo Aymeric Priam 38,44                     |
| 4 × 400 m (05.05) | Botsuana Busang Kebinatshipi Letsile Tebogo Leungo Scotch Bayapo Ndori 2:59,11 | Sudáfrica Gardeo Isaacs Zakithi Nene Antonie Nortje Lythe Pillay 3:00,75       | Bélgica · Dylan Borlée · Robin Vanderbemden · Alexander Doom · Jonathan Sacoor · 3:01,16 |

### Femenino
| Evento            | Oro                                                                                | Plata | Bronce                                                                             |
| ----------------- | ---------------------------------------------------------------------------------- | --- | ---------------------------------------------------------------------------------- |
| 4 × 100 m (05.05) | Estados Unidos Tamari Davis Gabrielle Thomas Celera Barnes Melissa Jefferson 41,85 | Francia Chloé Galet Gémima Joseph Hélène Parisot Mallory Leconte 42,75                                        | Reino Unido Alyson Bell Amy Hunt Bianca Williams Aleeya Sibbons 42,80              |
| 4 × 400 m (05.05) | Estados Unidos Quanera Hayes Gabrielle Thomas Bailey Lear Alexis Holmes 3:21,70    | Polonia · Marika Popowicz-Drapała · Iga Baumgart-Witan · Justyna Święty-Ersetic · Natalia Kaczmarek · 3:24,71 | Canadá · Zoe Sherar · Aiyanna Stiverne · Alyssa Marsh · Kyra Constantine · 3:25,17 |

### Mixto
| Evento            | Oro                                                                                      | Plata                                                                                 | Bronce                                                                       |
| ----------------- | ---------------------------------------------------------------------------------------- | ------------------------------------------------------------------------------------- | ---------------------------------------------------------------------------- |
| 4 × 400 m (05.05) | Estados Unidos Matthew Boling Lynna Irby-Jackson Willington Wright Kendall Ellis 3:10,73 | Países Bajos · Isayah Boers · Lieke Klaver · Isaya Klein Ikkink · Femke Bol · 3:11,45 | Irlanda Cillin Greene Rhasidat Adeleke Thomas Barr Sharlene Mawdsley 3:11,53 |

## Clasificación para París 2024
Además de los premios repartidos por los resultados en cada prueba, esta competición sirvió como prueba clasificatoria para los Juegos Olímpicos de París 2024. En cada prueba se clasificaban los ocho equipos finalistas, más los primeros clasificados en las series de repesca que disputaban los equipos que no habían conseguido pasar a la final, para un total de catorce equipos clasificados.
Los equipos clasificados en cada prueba fueron los siguientes:
| Prueba    | Masculino                                                                          | Masculino                                                              | Femenino                                                                                        | Femenino                                                                 | Mixto                                                                                                  | Mixto                                                        |
| --------- | ---------------------------------------------------------------------------------- | ---------------------------------------------------------------------- | ----------------------------------------------------------------------------------------------- | ------------------------------------------------------------------------ | --- | ------------------------------------------------------------ |
| 4 × 100 m | Estados Unidos · Canadá · Francia · Japón · Reino Unido · China · Jamaica · Italia | Sudáfrica · Ghana · Australia · Alemania · Nigeria · Liberia           | Estados Unidos · Francia · Reino Unido · Alemania · Australia · Países Bajos · Canadá · Polonia | Italia · Costa de Marfil · Nigeria · Jamaica · Suiza · Trinidad y Tobago | N/A | N/A                                                          |
| 4 × 400 m | Botsuana · Sudáfrica · Bélgica · Japón · Italia · Reino Unido · Alemania · Nigeria | Estados Unidos · Brasil · Trinidad y Tobago · España · Polonia · India | Estados Unidos · Polonia · Canadá · Reino Unido · Noruega · Italia · Irlanda · Francia          | Bélgica · España · Países Bajos · Suiza · Jamaica · India                | Estados Unidos · Países Bajos · Irlanda · Nigeria · República Dominicana · Francia · Bélgica · Polonia | Bahamas · Reino Unido · Alemania · Suiza · Jamaica · Ucrania |

## Medallero
| Núm. | País           | Oro | Plata | Bronce | Total |
| ---- | -------------- | --- | ----- | ------ | ----- |
| 1    | Estados Unidos | 4   | 0     | 0      | 4     |
| 2    | Botsuana       | 1   | 0     | 0      | 1     |
| 3    | Canadá         | 0   | 1     | 1      | 2     |
| 3    | Francia        | 0   | 1     | 1      | 2     |
| 5    | Países Bajos   | 0   | 1     | 0      | 1     |
| 5    | Polonia        | 0   | 1     | 0      | 1     |
| 5    | Sudáfrica      | 0   | 1     | 0      | 1     |
| 8    | Bélgica        | 0   | 0     | 1      | 1     |
| 8    | Irlanda        | 0   | 0     | 1      | 1     |
| 8    | Reino Unido    | 0   | 0     | 1      | 1     |
|      | TOTAL          | 5   | 5     | 5      | 15    |